# Thomas Müller (labdarúgó)
Thomas Müller (Weilheim, 1989. szeptember 13. –) világbajnok német válogatott labdarúgó, a Vancouver Whitecaps játékosa.

## Pályafutása

### Klubcsapatban

#### Fiatal évei
Müller 10 éves korában kezdett el futballozni a TSV Pähl csapatában. Később figyelt fel rá a Bayern München egyik játékosmegfigyelője egy barátságos ifitornán és 2000-től már a bajorok kötelékébe tartozott. Majdnem hét éven keresztül játszott a különböző korosztályos együttesekben, utolsó ifjúsági évében, 2007-ben pedig a Bundesliga U19-es bajnokságában ezüstérmet szerzett a csapattal. A következő évben, 2008 márciusában bemutatkozhatott a Bayern München II-ban és debütálásán rögtön be is talált az SpVgg Unterhaching csapata ellen. Felváltva játszott a Regionalligában szereplő tartalékcsapatban, valamint az U19-esek közt. A következő évben a bajorok második csapatával feljutott a harmadosztályba. Kulcsszereplő volt, 15 gólt lőtt abban az idényben.
Jürgen Klinsmann irányítása alatt bemutatkozhatott a felnőttek közt is, azonban csak felkészülési meccseken kapott szerepet. Első Bundesliga-mérkőzését a Hamburger SV ellen játszotta csereként 2008. augusztus 15-én. Abban az évben még háromszor kapott helyet a profi keretben. Később a német vezetőedző becserélte első Bajnokok Ligája-meccsére (2009. március 10.) és gólt is szerzett a Sporting ellen 7-1-re megnyert hazai találkozón.

#### Bayern München
Thomas 2009 februárjában kétéves szerződést kötött a Bayern München-nel kortársával, Holger Badstuberrel együtt.
Az újonnan kinevezett Louis van Gaal bízott benne, a 2009/10-es szezonban az összes sorozatot figyelembe véve ötvenkét meccsen játszott, ezeken pedig tizenkilenc gólt szerzett. 2009 szeptemberében a hónap játékosa lett. Az idény vége felé Müller meghosszabbította szerződését a klubbal 2013-ig. 2010 nyarára első számú csatára lett a gárdának olyan szélsőkkel kisegítve, mint a francia Franck Ribéry és az éppen abban az idényben igazolt holland Arjen Robben. A szezon végén aztán a csapat DFB-kupát és Bundesliga-címet ünnepelhetett egy elvesztett BL-döntő mellett.
A világbajnokság miatti szünet után a 2010/11-es szezonra a német bombaformában tért vissza. Hasonlóan az előző idényéhez, 19 gólt lőtt minden lebonyolítást számítva. Müller azonban nem volt teljesen boldog, hiszen csapatával harmadik lett a bajnokságban, a kupában pedig az elődöntőben estek ki. Már csak hab volt a tortán, hogy a Bajnokok Ligájában a múlt évi második helyezés után már a legjobb 16 csapat között kihullottak.
Mentora és felemelője, Loius van Gaal elvesztette munkáját, helyére a korábban már a csapatnál játszó és edzősködő Jupp Heynckes lépett. Ebben az évben több csalódás is érte Müllert. A 2011/12-es szezonban összesen tizenegy gólt szerzett, jelölték az Aranylabda bő listájára is, pályára lépett 100. Bundesliga meccsén, azonban a bajnokságban és a német labdarúgókupában is a Dortmund mögött végeztek. A BL döntőjébe is bejutott csapatával, ahol meg is szerezte a vezető gólt, de a Chelsea ellen tizenegyesekkel vesztettek.
A 2012/13-as szezonra találgatások röppentek fel arról, hogy Müller elhagyja Münchent. Később azonban már a maradás mellett érvead. A döntés jónak bizonyult, mert az idény során csapatával "triplázott" (megnyerte hazája bajnokságát és kupáját, valamint a BL-t) és összesen 23 gólig jutott. 2012. december 19-én meghosszabbította szerződését egészen 2017-ig. Müller karrierje csúcsára ért.
A következő két Bundesliga-szezonban (2013/14, 2014/15) egyaránt 13 gólt szerzett, valamint együttesével megnyerte a harmadik, majd a negyedik bajnoki címét is. Emellett 2014-ben elhódította a német labdarúgókupát, amelyet akkor már harmadjára foghatott a kezében Bayern-futballistaként. A Bajnokok Ligájában mindkétszer az elődöntő volt a végállomás. A csatárnak az idény végén már 2019-ig szólt szerződése.
A 2015/16-os szezon Müller legtermékenyebb idénye volt. Újra bajnokságot nyert az FCB-vel, ráadásul a sorozatban 20 gólt rúgott. Az évi DFB-kupában is csúcsra ért, ebben a kiírásban öt meccsen négy gólt jegyzett. A Bajnokok Ligájában zsinórban harmadszor is az elődöntő jelentette az utazás végét. Tizenkét idénybeli BL-meccsén nyolc gólt lőtt.
A 2016/17-es idény a legrosszabbra sikerült Müller oldaláról, hiszen 43 meccsen mindössze 9 gólt lőtt. Azonban az idény vége felé visszanyerte formáját és a kilenc találata mellett 17 gólpasszal szolgált társainak. Ebben az évben a Bayern-nel megnyerte sorozatban ötödik salátástálát, de a német-labdarúgókupában az elődöntőben, míg a Bajnokok Ligája kiírásban a Real Madrid elleni botrányos visszavágó miatt már a legjobb nyolc között kiesett csapatával.
A következő szezon (2017/18) elején felemás mennyiségű játéklehetőséget kapott az újonnan visszatért Jupp Heynckes irányítása alatt. A kilencedik fordulóban elszenvedett sérülése után majd' egy hónapot hagyott ki, felépülését követően azonban jó formában tért vissza, a 2018-as év első öt meccsét három szerzett góllal és két gólpasszal hozta le. Jelenleg 2021-ig szól szerződése.
2025. augusztus 6-án a Vancouver Whitecaps szerződtette 2025. december 31-ig, valamint a 2026-os idényre való hosszabbítási opciót is rögzítettek.

### Válogatottban

#### Korosztályos
2004-ben került először korosztályos csapatba, azonban nem sikerült neki egyik meccsén sem a gólszerzés. Később Löw behívta az A-válogatottba is, de a kapitány később úgy döntött, hogy Müller maradjon az U21-eseknél.

#### Felnőtt-válogatott
Thomas a felnőttek közt 2010-ben egy felkészülési meccsen debütált Argentína ellen, amit elveszített a német válogatott. Később nevezve lett a 2010-es VB bő keretébe, majd a szűkítés után is ott maradt. Öt góllal a világbajnokság aranycipőse lett, emellett pedig elnyerte a legjobb fiatal játékosnak járó díjat is. A 2012-es EB-re a németek 100%-os teljesítménnyel jutottak ki, azonban Müllernek nem igazán ment a lengyel-ukrán közös rendezésű bajnokságon. Nem talált be, Németország pedig az elődöntőben kiesett.
2014-ben aztán jött az áttörés a válogatottban is. A brazíliai világbajnokságon újra öt góllal zárt és világbajnok lett a német válogatottal. Elnyerte az Ezüstcipőt (a kolumbiai James Rodriguez mögött maradt le egy góllal), illetve az Ezüstlabdát (itt Messi előzte meg).
A 2016-os labdarúgó Európa-bajnokságon gól nélkül végzett, azonban adott egy gólpasszt az öt lejátszott meccsen. A németek végül az elődöntőben véreztek el Franciaország ellen, Müller viszont itt semmiféle díjátadásban nem részesült. 2024. június 7-én bekerült Julian Nagelsmann szövetségi kapitány 26 fős keretébe, amely a 2024-es labdarúgó-Európa-bajnokságon részt vett.

## Magánélete
Apja, Gerhard Müller, és édesanyja Klaudia Müller egy Pähl-hez közeli faluban nevelték fiúkat, illetve annak testvérét, Simont, aki két és fél évvel fiatalabb, mint Thomas. 2007-ben eljegyezte, majd 2009-ben feleségül vette Lisa Tredét, aki jelenleg is fél-profi szinten lovászkodik. Trede felvette a Müller nevet, majd két évvel később együtt egy alapítványt indítottak, amely a depresszióban szenvedő gyermekeknek segít.

## Statisztikája
2018. május 19-i adatok:

### Klubcsapatban
| Klub              | Szezon           | Bajnokság        | Bajnokság     | Bajnokság | Hazai kupák   | Hazai kupák | Nemzetközi kupák | Nemzetközi kupák | Egyéb         | Egyéb | Összesen      | Összesen |
| Klub              | Szezon           | Pontos bajn.     | Pályára lépés | Gólok     | Pályára lépés | Gólok       | Pályára lépés    | Gólok            | Pályára lépés | Gólok | Pályára lépés | Gólok    |
| ----------------- | ---------------- | ---------------- | ------------- | --------- | ------------- | ----------- | ---------------- | ---------------- | ------------- | ----- | ------------- | -------- |
| Bayern München II | 2007–08          | Regionalliga Süd | 3             | 1         | —             | —           | —                | —                | —             | —     | 3             | 1        |
| Bayern München II | 2008–09          | 3. Liga          | 32            | 15        | —             | —           | —                | —                | —             | —     | 32            | 15       |
| Bayern München II | Összesen         | Összesen         | 35            | 16        | —             | —           | —                | —                | —             | —     | 35            | 16       |
| FC Bayern München | 2008–09          | Bundesliga       | 4             | 0         | 0             | 0           | 1                | 1                | —             | —     | 5             | 1        |
| FC Bayern München | 2009–10          | Bundesliga       | 34            | 13        | 6             | 4           | 12               | 2                | —             | —     | 52            | 19       |
| FC Bayern München | 2010–11          | Bundesliga       | 34            | 12        | 5             | 3           | 8                | 3                | 1             | 1     | 48            | 19       |
| FC Bayern München | 2011–12          | Bundesliga       | 34            | 7         | 5             | 2           | 14               | 2                | —             | —     | 53            | 11       |
| FC Bayern München | 2012–13          | Bundesliga       | 28            | 13        | 5             | 1           | 13               | 8                | 1             | 1     | 47            | 23       |
| FC Bayern München | 2013–14          | Bundesliga       | 31            | 13        | 5             | 8           | 12               | 5                | 3             | 0     | 51            | 26       |
| FC Bayern München | 2014–15          | Bundesliga       | 32            | 13        | 5             | 1           | 10               | 7                | 1             | 0     | 48            | 21       |
| FC Bayern München | 2015–16          | Bundesliga       | 31            | 20        | 5             | 4           | 12               | 8                | 1             | 0     | 49            | 32       |
| FC Bayern München | 2016–17          | Bundesliga       | 29            | 5         | 3             | 0           | 9                | 3                | 1             | 1     | 42            | 9        |
| FC Bayern München | 2017–18          | Bundesliga       | 29            | 8         | 5             | 4           | 10               | 3                | 1             | 0     | 45            | 15       |
| FC Bayern München | 2018–19          | Bundesliga       | 32            | 6         | 6             | 3           | 6                | 0                | 1             | 0     | 45            | 9        |
| FC Bayern München | 2019–20          | Bundesliga       | 33            | 8         | 6             | 2           | 10               | 4                | 1             | 0     | 50            | 14       |
| FC Bayern München | 2020–21          | Bundesliga       | 32            | 11        | 2             | 1           | 9                | 2                | 3             | 1     | 46            | 15       |
| FC Bayern München | 2021–22          | Bundesliga       | 32            | 8         | 2             | 0           | 10               | 4                | 1             | 1     | 45            | 13       |
| FC Bayern München | 2022–23          | Bundesliga       | 27            | 7         | 4             | 0           | 8                | 1                | 1             | 0     | 40            | 8        |
| FC Bayern München | 2023–24          | Bundesliga       | 31            | 5         | 1             | 1           | 9                | 1                | 0             | 0     | 41            | 7        |
| FC Bayern München | 2024–25          | Bundesliga       | 30            | 1         | 2             | 2           | 12               | 3                | 5             | 2     | 49            | 8        |
| FC Bayern München | Összesen         | Összesen         | 503           | 150       | 67            | 36          | 165              | 57               | 21            | 7     | 756           | 250      |
| Karrier összesen  | Karrier összesen | Karrier összesen | 538           | 166       | 67            | 36          | 165              | 57               | 21            | 7     | 791           | 266      |

### A válogatottban
2024. július 5-i adatok:
| Németország | Németország   | Németország |
| Év          | Pályára lépés | Gólok       |
| ----------- | ------------- | ----------- |
| 2010        | 12            | 5           |
| 2011        | 13            | 5           |
| 2012        | 13            | 0           |
| 2013        | 9             | 6           |
| 2014        | 15            | 10          |
| 2015        | 6             | 5           |
| 2016        | 15            | 5           |
| 2017        | 6             | 1           |
| 2018        | 11            | 1           |
| 2019        | 0             | 0           |
| 2020        | 0             | 0           |
| 2021        | 10            | 4           |
| 2022        | 11            | 2           |
| 2023        | 5             | 1           |
| 2024        | 5             | 0           |
| Összesen:   | 131           | 45          |

## Sikerei, díjai
- Bayern München:
  - Német bajnok (12): 2009–2010, 2012–2013, 2013–2014, 2014–2015, 2015–2016, 2016–2017,2017–2018, 2018–2019, 2019–20, 2020–2021, 2021–2022, 2022–2023, 2024–2025
  - Német kupa-győztes (6): 2009–2010, 2012–2013, 2013–2014, 2015–2016, 2018–2019, 2019–20
  - Német szuperkupa-győztes (6): 2010, 2012, 2016, 2017, 2018, 2020, 2021, 2022
  - UEFA-bajnokok ligája-győztes (2): 2012–2013, 2019–20
  - FIFA-klubvilágbajnokság-győztes (2): 2013, 2020
- Német válogatott
  - Világbajnokság: aranyérmes (2014)
- Egyéni
  - A 2010-es világbajnokság legjobb fiatal játékosa
  - Világbajnoki aranycipő: 2010

## Önéletírása magyarul
- Julien Wolff–Thomas Müller: Így lettem profi focista!; ford. Bartha Zsófia; G-Adam, Bp., 2021